# Колір засмаги
Колір засмаги — колір, блідий відтінок коричневого кольору. Назва кольору має походження від кори дуба, яка застосовувалася при видубленні шкіри. Вперше така назва була застосована в Англії у 1590 році.

## Кольорова градація

### Колір засмаги

#### Освітлення
| Відтінки в білий |         |         |         |         |         |         |
| #d2b48c          | #dac09f | #e2ccb1 | #ead9c4 | #f1e5d8 | #f8f2eb | #ffffff |

#### Затемнення
| Відтінки в чорний |         |         |         |         |         |         |
| #D2B48C           | #ac9373 | #87745b | #645645 | #433a2f | #24201b | #000000 |

### Колір віндзорської засмаги

#### Освітлення
| Відтінки в білий |         |         |         |         |         |         |
| #AE6838          | #bf8057 | #ce9877 | #dcb197 | #e9cbb9 | #f5e5db | #ffffff |

#### Затемнення
| Відтінки в чорний |         |         |         |         |         |         |
| #AE6838           | #8f5630 | #714528 | #553520 | #3a2518 | #21160f | #000000 |